# Мининская копейка
«Мининская копейка» — общественно-политическая акция в Российской империи, инициированная в 1904 году право-монархическими организациями. Автором идеи является председатель Харьковского отдела Русского собрания, профессор историко-филологического факультета Харьковского университета Андрей Вязигин.

## История
В 1904 году профессор Харьковского университета Андрей Вязигин на страницах своего журнала Мирный труд опубликовал статью с названием «Мининская копейка». Исследователем биографии Андрея Вязигина, доктором исторических наук, профессором Александром Каплиным в 2010 году эта статья Вязигина с комментариями была опубликована с комментариями на сайте «Русская народная линия» совместно с главным редактором сайта и публицистом Анатолием Степановым.
В статье были изложены основные положения идеи о «Мининской копейке». Вязигин апеллирует к историческому опыту России XVII века, и анализируя современную ему политическую обстановку, обращает внимание на «новую великую смуту», которая, по словам автора, «грозит разорить Российское государство и лишить русский народ его заветных вековых святынь, отнять у него первенствующее положение, приобретенное многовековыми усилиями длинной цепью поколений»:95-96. Вязигин считал, что угроза предстоящей смуты для России в условиях международной обстановки первого десятилетия XX века была вполне реальной, и в связи с этой угрозой русские люди должны заблаговременно приготовиться к разного рода случайным катаклизмам, не забывая, что из «московской разрухи» начала XVII века страну вывели духовное объединение и самоотверженная всенародная жертва на уплату жалованья «ратным людям». Вязигин здесь обращается к образу Кузьмы Минина, который "… понял значение всенародной копейки и умелым её расходованием дал земским ополчениям устойчивую и прочную силу. В надвигающейся великой борьбе за духовную, а, может быть, и политическую свободу России, вопрос о денежных средствах имеет сугубо важное значение… " — считал автор:96. Вязигин полагал, что отчислять по одной копейке в день на «общерусское дело», «не будет в тягость», потому что составит всего лишь 30 копеек в месяц, или 3 рубля 65 копеек в год. При этом такой необременительный для отдельного лица взнос, с учётом того, что в «черносотенных» рядах насчитывалось до 6 миллионов членов, внесённых в списки, даст значительные средства на «общерусское дело»:97.
«Мининская копейка» в дальнейшем стала практикой добровольного взноса членов монархических организаций и повсеместно распространилась в пределах Российской империи. Доктор исторических наук Игорь Омельянчук пишет, что со временем данный сбор начал иссякать, и в 1910 годы сократился до незначительных величин:631.
Автор идеи Андрей Вязигин в 1914 году был вынужден прекратить выпуск своего журнала «Мирный труд» в том числе и по причине финансовых трудностей, связанных с малыми поступлениями пожертвований «мининской копейки», которыми поддерживалось издание.